# Poa bolanderi
Poa bolanderi är en gräsart som beskrevs av George Vasey. Poa bolanderi ingår i släktet gröen, och familjen gräs. Inga underarter finns listade i Catalogue of Life.